# 仮定形に関する注釈
『仮定形に関する注釈』（かていけいにかんするちゅうしゃく Notes on a Conditional Form）は、2020年にリリースされたThe 1975の4枚目のスタジオ・アルバムである。

## 収録曲
1. The 1975 - The 1975
2. ピープル - People
3. ジ・エンド (ミュージック・フォー・カーズ) - The End (Music for Cars)
4. フレイル・ステート・オブ・マインド - Frail State of Mind
5. ストリーミング - Streaming
6. ザ・バースデー・パーティー - The Birthday Party
7. イエア・アイ・ノウ - Yeah I Know
8. ゼン・ビコーズ・シー・ゴーズ - Then Because She Goes
9. ジーザス・クライスト2005ゴッド・ブレス・アメリカ - Jesus Christ 2005 God Bless America
10. ロードキル - Roadkill
11. ミー・アンド・ユー・トゥギャザー・ソング - Me and You Together Song
12. アイ・シンク・ゼアズ・サムシング・ユー・シュッド・ノウ - I Think There's Something You Should Know
13. ナッシング・リヴィールド/エヴリシング・ディナイド - Nothing Revealed / Everything Denied
14. トゥナイト (アイ・ウィッシュ・アイ・ワズ・ユア・ボーイ） - Tonight (I Wish I Was Your Boy)
15. シャイニー・カラーボーン - Shiny Collarbone
16. イフ・ユーア・トゥー・シャイ (レット・ミー・ノウ) - If You're Too Shy (Let Me Know)
17. プレイング・オン・マイ・マインド - Playing on My Mind
18. ハヴィング・ノー・ヘッド - Having No Head
19. ホワット・シュッド・アイ・セイ - What Should I Say
20. バグジー・ノット・イン・ネット - Bagsy Not in Net
21. ドント・ウォーリー - Don't Worry
22. ガイズ - Guys